# Forêt classée de Samba Dia
Forêt classée de Samba Dia – rezerwat przyrody w zachodnim Senegalu, w pobliżu wybrzeży Oceanu Atlantyckiego na północ od wspólnego estuarium rzek Sine i Saloum. Rezerwat utworzono jeszcze za czasów kolonialnych, w 1936 roku. Od 1979 roku znajduje się na liście rezerwatów biosfery UNESCO. Jego powierzchnia wynosi 7,56 km². Rosną tu palmy z gatunku borazus (Borassus aethiopum).